# 坂之上洋子
坂之上 洋子（さかのうえ ようこ）は、日本の経営ストラテジスト、作家。合同会社DMM.comのCCO。

## 来歴
1965年2月10日生まれ。アメリカ合衆国のハーリントン大学を卒業。建築コンセプトデザイナーとして活動後、1998年にEコマースベンチャー企業「US-Style.com」に転職、マーケティング副社長に就任。2001年、ブランディングウェブ構築会社「Bluebeagle」を起業。2005年売却。
2005年、中華人民共和国へ移住。2009年、東京に移住。
- 日本石油輸送株式会社／社外取締役[5]
- 公益財団法人 熊西地域振興財団／評議員[6]
- 特定非営利活動法人日本ファンドレイジング協会の経営戦略アドバイザー[7]
- 一般社団法人42 Tokyo／理事長[8]

## エピソード・人物
- ビズリーチ代表者との対談で、チームを作る時はこのプロジェクトに入ることによってその人が何か得るものがあるかを考えていると話してた。また、自分の気持ちに沿った行動をすることが重要であり、名誉よりも、権力よりも、報酬よりも、人。誰といたいのか、誰と一緒に仕事したいのか、に正直に生きることが大切であると話した。[9]

## 出版
- 『PRESENT プレゼント 世界で1番大切なことの見つけかた』（メディアファクトリー、2012年12月発売)
- 『結婚のずっと前』（二見書房、2011年9月26日発売[10]）
- 『犬も歩けば英語にあたる』（英治出版、2003年5月発売）
- 『忘れないでおくこと　随筆集　あなたの暮らしを教えてください2』　（暮しの手帖社、2023年3月発売）

## 過去の連載
- 「地味だけど良い政策を探しにいこう[11]」東洋経済オンライン
- 「グローバルで響いてる人の頭の中[12]」NewsPicks